# Shawn Green
Ne pas confondre avec Sean Green.
Shawn David Green (né le 10 novembre 1972 à Des Plaines, Illinois, États-Unis) est un ancien joueur de baseball qui évolue dans les Ligues majeures à la position de voltigeur de droite pour les Blue Jays de Toronto de 1993 à 1999, les Dodgers de Los Angeles de 2000 à 2004, les Diamondbacks de l'Arizona en 2005 et 2006, puis les Mets de New York en 2006 et 2007. principalement au poste de voltigeur de droite. 
Avec les Dodgers de Los Angeles en 2002, il devient le 14e joueur à réussir 4 circuits dans un même match, égalant le record du baseball majeur. Il détient le record des majeures du plus grand nombre de circuits (7) en trois matchs consécutifs. Le 23 mai 2002 dans un match des Dodgers face aux Brewers de Milwaukee, Shawn Green égale des records du baseball majeur avec 4 circuits, 5 coups sûrs de plus d'un but et 6 points marqués. Ses 19 buts au total surpassent l'ancien record des majeures établi par Joe Adcock, avec 18 le 31 juillet 1954.
Green connaît 3 saisons de plus de 40 circuits, menant la Ligue américaine avec 45 en 1999 et réalisant son meilleur total avec 49 en 2003. Premier joueur des Blue Jays de Toronto à entrer dans le club 30-30 (en 1998), il gagne un Bâton d'argent et un Gant doré en 1999 et honore deux invitations au match des étoiles, en 1999 avec Toronto et en 2002 avec Los Angeles.
Il frappe 2 003 coups sûrs et 328 circuits au cours d'une carrière de 15 saisons. 

## Carrière

### Ligues mineures
Shawn Green se fait remarquer en 1991 lors de sa dernière année à l'école secondaire de Tustin (Californie). Il frappe 147 coups sûrs lors de la saison. Il termine 3e de sa promotion pour les résultats scolaires et obtient une bourse d'études à l'Université Stanford. Le 3 juin 1991, il est choisi au premier tour de la draft par les Blue Jays de Toronto. Il signe un contrat avec la franchise le 25 septembre 1991.

En 1992, il joue pour l'équipe des Blue Jays de Dunedin (Florida State League, niveau A). Il aligne une série de 18 matchs avec un coup sûr du 28 avril au 13 mai. Il est sélectionné dans l'équipe d'étoiles de la ligue en fin de saison.
En 1993, il est affecté aux Smokies de Knoxville (Southern League, niveau AA). Il ne joue que 99 matchs en raison d'une blessure au pouce, mais frappe 102 coups sûrs avec une moyenne au bâton de ,283. 
Il est appelé en Ligue majeure le 28 septembre 1993 pour la fin de la saison des Blue Jays de Toronto. Il ne frappe aucun coup sûr en six passages au bâton.
En 1994, il joue pour les Chiefs de Syracuse (Ligue internationale, niveau AAA). Il frappe 13 circuits et produit 81 points avec une moyenne au bâton de ,344. Il est sélectionné pour le match des étoiles de la ligue et reçoit le trophée de meilleure recrue de l'année en fin de saison. Il est nommé meilleur joueur de l'année en ligues mineures pour l'organisation des Blue Jays.

### Blue Jays de Toronto
Shawn Green ne joue que 17 matchs en MLB lors des saisons 1993 et 1994. Il effectue sa première saison complète en 1995 avec 97 matchs, 15 circuits et une moyenne au bâton de ,288. Il finit cinquième lors du vote de la recrue de l'année en fin de saison.
Ses deux saisons suivantes se ressemblent avec un nombre limité de présence à la frappe, notamment face aux lanceurs gauchers, et un rendement sporadique. Il améliore ses performances en volant 14 buts et en n'étant éliminé que 3 fois en tentative de vol.
En 1998, il est enfin aligné régulièrement dans l'équipe des Blue Jays. Il devient le premier joueur de la franchise à frapper au moins 30 circuits et à voler plus de 30 buts (Club 30-30) dans la même saison. Avec 35 circuits, 30 vols de buts, 100 points produits et une moyenne au bâton de ,278, il s'affirme comme un frappeur de puissance.
Il confirme ses bonnes performances en 1999, notamment le 22 avril avec un coup de circuit de 137 mètres qui atterrit au 5e niveau des tribunes du Skydome. Il décroche sa première sélection au match des étoiles et participe au concours des coups de circuits au Fenway Park de Boston. Il ne frappe que deux circuits et est éliminé au premier tour du concours. Il finit la saison avec 42 circuits, 134 points, 123 points produits, une moyenne au bâton de ,309 et une moyenne de puissance de ,588 (5e rang de la ligue). Il est le meilleur voleur de buts avec 45, reçoit un Gant doré et un trophée Bâton d'argent. Il termine 5e lors du vote du meilleur joueur de la saison.
En 1999, Green établit un record de franchise des Blue Jays (tenant toujours en 2015) avec une série de matchs avec au moins un coup sûr de 28 parties du 29 juin au 31 juillet.
Pendant l'intersaison, Shawn Green annonce qu'il souhaite signer en tant qu'agent libre avec une équipe plus proche de ses racines californiennes après la saison 2000. Devant les demandes d'augmentation de salaire demandées en même temps par Green et Carlos Delgado, un autre frappeur talentueux, les Blue Jays ne gardent que Delgado et transfèrent Shawn Green aux Dodgers de Los Angeles le 8 novembre 1999 en échange du voltigeur Raúl Mondesí et du lanceur gaucher Pedro Borbón. Green signe alors une extension de contrat de 6 années pour un montant de 84 millions USD dont une prime à la signature de 4 millions USD.

### Dodgers de Los Angeles
Le 23 mai 2002 dans un match des Dodgers face aux Brewers de Milwaukee, Shawn Green égale des records du baseball majeur avec 4 circuits, 5 coups sûrs de plus d'un but et 6 points marqués. Ses 19 buts au total surpassent l'ancien record des majeures établi par Joe Adcock, avec 18 le 31 juillet 1954.

### Mets de New York
Green prend sa retraite après la saison 2007.

## Palmarès
- Élu dans l'équipe des étoiles en 1999 et 2002.
- Remporte le gant doré pour un voltigeur en 1999.

## Statistiques en carrière
| Statistiques de frappeur |            |            |      |      |      |      |     |    |     |      |     |    |     |      |       |       |       |
|                          |            |            | G    | AB   | R    | H    | 2B  | 3B | HR  | RBI  | SB  | CS | BB  | SO   | BA    | OBP   | SLG   |
| Totaux                   | 15 saisons | 15 saisons | 1951 | 7082 | 1129 | 2003 | 445 | 35 | 328 | 1070 | 162 | 52 | 744 | 1315 | 0,283 | 0,355 | 0,494 |